# Melitaea emipauper
Melitaea emipauper är en fjärilsart som beskrevs av Ruggero Verity 1919. Melitaea emipauper ingår i släktet Melitaea och familjen praktfjärilar. Inga underarter finns listade i Catalogue of Life.